# Rafał Janiak
Rafał Janiak (ur. 2 czerwca 1986 w Olsztynie) – polski dyrygent i kompozytor, doktor habilitowany, profesor Uniwersytetu Muzycznego Fryderyka Chopina w Warszawie, dyrektor artystyczny Teatru Wielkiego w Łodzi (od 2023).

## Życiorys
Jest absolwentem studiów kompozytorskich pod kierunkiem Stanisława Moryty (2010) i studiów dyrygenckich w klasie Antoniego Wita (2011) na Uniwersytecie Muzycznym Fryderyka Chopina w Warszawie. W 2016 uzyskał stopień doktora na podstawie pracy pt. Problemy dyrygenckie związane z nowymi komplikacjami metrorytmicznymi w muzyce XXI w. na przykładzie wybranych partytur B. Furrera, P. Szymańskiego, T. Adesa oraz własnej kompozycji, napisanej pod kierunkiem Antoniego Wita. Od 2020 ma stopień doktora habilitowanego.
Jest stypendystą Keimyung University Foundation (2009), Prezydenta Miasta Gdańska (2005, 2009), programu stypendialnego „Młoda Polska”, Ministra Kultury i Dziedzictwa Narodowego (2007, 2012) oraz laureatem stypendium dla wybitnego młodego naukowca przyznanego przez Ministerstwo Nauki i Szkolnictwa Wyższego.
Od 2011 roku jest głównym dyrygentem Bemowskiej Orkiestry Symfonicznej Camerata Viva, od 2017 roku kierownikiem artystycznym Chopin University Chamber Orchestra. Ponadto pracuje jako adiunkt na Uniwersytecie Muzycznym Fryderyka Chopina w Warszawie oraz jest dziekanem wydziału Dyrygentury Symfoniczno-Operowej UMFC. Od 2023 jest dyrektorem artystycznym Teatru Wielkiego w Łodzi.
Koncertuje m.in. z orkiestrami: Filharmonii Narodowej, Śląskiej, Krakowskiej, Bałtyckiej, Gorzowskiej, Zielonogórskiej, Podkarpackiej, Opolskiej oraz z Narodową Orkiestrą Symfoniczną Polskiego Radia w Katowicach, Sinfonią Juventus, a od 2016 współpracuje z Teatrem Wielkim w Łodzi.

## Wyróżnienia
- I nagroda I Konkursu Kompozytorskiego im. Jana Pawła II w Warszawie (2007),
- III nagroda IV Międzynarodowego Konkursu Kompozytorskiego „Musica Sacra” w Częstochowie (2008),
- Laureat „Studenckiego Nobla” (2009, 2010),
- wyróżnienie na 51. Ogólnopolskim Konkursie Młodych Kompozytorów im. Tadeusza Bairda w Warszawie (2010),
- półfinalista Conductitng Competition „Donatella Flick” w Londynie (2014).
- Laureat Międzynarodowego Konkursu na Operę, zorganizowanego przez Teatr Wielki w Łodzi, za operę Człowiek z Manufaktury (2018),
- Laur nagrody publiczności Międzynarodowego Konkursu na Operę, zorganizowanego przez Teatr Wielki w Łodzi, za operę Człowiek z Manufaktury (2018)[2].

## Kompozycje
- Suita Parodiowana na mała orkiestrę symfoniczną (2004)
- Miniatura taneczna na wielką orkiestrę symfoniczną (2004)
- Etiuda w stylu Czernego na fortepian (2005)
- 4 Sonety do poezji Jana Kasprowicza (2005)
- Ewolucje na klarnet (2005)
- Introduzione e cantilena na skrzypce (2006)
- 3 Pieśni do poezji Zuzanny Tobis na mezzosopran i wiolonczelę (2006)
- Sanctus na 3 chóry mieszane (2006)
- Con passione na saksofon i fortepian (2006)
- 5 Aforyzmów na trio stroikowe (2006)
- Dziewczyna zraniona w uczuciach scena misteryjna na chór, orkiestrę i solistów (2007)
- Con vigore na fortepian (2007)
- Das letzte Lied aus Salome na altówkę (2007)
- Symfonia nr 1 (2007)
- Kantata o Miejscach Świętych na solistów i orkiestrę (2008)
- Sourrounded Music na akordeon, wiolonczelę i live electronics (2009)
- Da soli per tutti na 2 perkusje i 2 fortepiany (2009)
- Nokturn na skrzypce i fortepian (2009)
- I Koncert skrzypcowy (2010)
- After hours of muteness (2010)
- Trio na klarnet, skrzypce i fortepian (2010)
- Ap 4,1 (2011)
- Awekening – Movement –Cogitation sonata na akordeon (2012)
- Sinfonietta per archi na orkiestrę smyczkową (2014)
- Wspomnienia z przeszłości, koncert na bandoneon i orkiestrę kameralną (2015)
- 5 Pieśni zdradzonej do poezji Mariusza Jagiełło na sopran, skrzypce, wiolonczelę, harfę i perkusję (2015)
- Pięć odcieni w kolorach kwartetu (2015)
- After hours of deepest darkness na saksofon altowy i akordeon (2015)
- Człowiek z Manufaktury, opera (2019)
- Sonata na skrzypce i fortepian (2019)

Na podstawie: polmic.pl.